# Danemark aux Jeux olympiques de 1920
Le Danemark participe aux Jeux olympiques de 1920 organisés à Anvers en Belgique. La délégation danoise remporte 13 médailles (3 en or, 9 en argent et 1 en bronze), se situant à la 10e place du tableau des médailles.

## Liste des médaillés danois[1]
| Médaille           | Athlète                                                                                           | Sport            | Épreuve                                                        |
| ------------------ | ------------------------------------------------------------------------------------------------- | ---------------- | -------------------------------------------------------------- |
| Médaille d'or      | Stefanie Clausen                                                                                  | Plongeon         | Plongeons ordinaires, femmes                                   |
| Médaille d'or      | Équipe du Danemark                                                                                | Gymnastique      | Exercices libres par équipes                                   |
| Médaille d'or      | Lars Jørgen Madsen Niels Larsen Anders Petersen (en) Erik Sætter-Lassen (en) Anders Peter Nielsen | Tir              | Tir à la carabine d'ordonnance debout à 300 mètres par équipes |
| Médaille d'argent  | Henry Petersen                                                                                    | Athlétisme       | Saut à la perche                                               |
| Médaille d'argent  | Søren Petersen                                                                                    | Boxe             | Poids lourds                                                   |
| Médaille d'argent  | Anders Petersen                                                                                   | Boxe             | Poids mouches                                                  |
| Médaille d'argent  | Gotfred Johansen                                                                                  | Boxe             | Poids légers                                                   |
| Médaille d'argent  | Équipe du Danemark                                                                                | Gymnastique      | Épreuve par équipes (système suédois)                          |
| Médaille d'argent  | Équipe du Danemark                                                                                | Hockey sur gazon | Hommes                                                         |
| Médaille d'argent  | Niels Larsen                                                                                      | Tir              | Carabine libre, trois positions                                |
| Médaille d'argent  | Lars Jørgen Madsen                                                                                | Tir              | Tir à la carabine d'ordonnance debout à 300 mètres             |
| Médaille d'argent  | Poul Hansen                                                                                       | Lutte            | Lutte gréco-romaine, poids lourds                              |
| Médaille de bronze | Johannes Eriksen                                                                                  | Lutte            | Lutte gréco-romaine, poids mi-lourds                           |